# Eric Devries
Eric Devries (Amsterdam) is een Nederlands singer-songwriter en gitarist.

## Carrière
Devries verzorgde in 1982 op 18-jarige leeftijd met de band Dance Stance twee avonden het voorprogramma van The Jam in Paradiso. Hij behaalde met zijn band The Big Easy in 1992 de tweede prijs in de Grote Prijs van Nederland en de tweede plek in de uitverkiezing Demo van het Jaar van het tijdschrift Musicmaker. Na het uiteenvallen van de band in 1997 speelde Devries als gitarist bij Bengels, de band van collega-singer-songwriter en producer BJ Baartmans.
In 2004 verscheen in eigen beheer Devries' debuutalbum Little of a Romeo. Met collega-singer-songwriters BJ Baartmans, Eric van Dijsseldonk en Louis van Empel richtte Devries het collectief Songwriters United op. In 2007 verscheen Sweet Oblivion op het label Inbetweens. Voor dit album nam Devries drie nummers op in Tulsa (Oklahoma). Het door Baartmans geproduceerde derde soloalbum Close to Home (2014) werd uitgebracht door Continental Record Services.
In 2016 verscheen de cd Pan Alley Fever met de Nederlandse rootsrock-Americanaband Hidden Agenda Deluxe. De band tourde met de Amerikaanse Carter Sampson in Nederland en Italië. Nog in datzelfde jaar leverde deze samenwerking een Americana-kerstalbum op. In 2018 bracht Devries met deze band het album Angels in the Snow uit in samenwerking met de Canadese band Oh Susanna.
In 2017 trad Devries toe tot Matthews Southern Comfort, opgericht in 1969 door de Engelse singer-songwriter Iain Matthews. In deze bezetting met naast Iain Matthews ook Baartmans als gitarist en pianist-zanger Bart de Win verschenen twee albums; Like a Radio in 2018 en The New Mine in 2020.
In 2021 tekende Devries bij het Duitse MiG-music voor zijn vierde soloalbum Song & Dance Man. Het album werd geproduceerd door Janos Koolen. De bezetting bestond verder uit bassist Lucas Beukers en violist Joost van Es. In deze bezetting werd in 2024 het album Traveler's Heart uitgebracht.

## Discografie

### Soloalbums
- Little of a Romeo, 2004
- Sweet Oblivion, 2007
- Close to Home, 2014
- Song & Dance Man, 2021
- Traveler's Heart, 2024